# Mautern in Steiermark
Mautern in Steiermark est une commune autrichienne du district de Leoben en Styrie.